# السبخة (دبي)
السبخة هو حي يقع في إمارة دبي في الإمارات العربية المتحدة. يبلغ عدد سكانه 2,627 نسمة. وصل عدد السكان في العام 2023 إلى (4,415) نسمة بكثافة سكانية (58,491) فرد/كم² بحسب مركز دبي للإحصاء، يقع الحي في منطقة ديرة بمحاذات خور دبي وبالقرب من منطقة الراس ونايف وعيال ناصر والرقة. ويجمع مابين الأصالة التاريخية والمباني الحديثة المتطورة، ويغلب عليه الطابع السكني والتجاري.

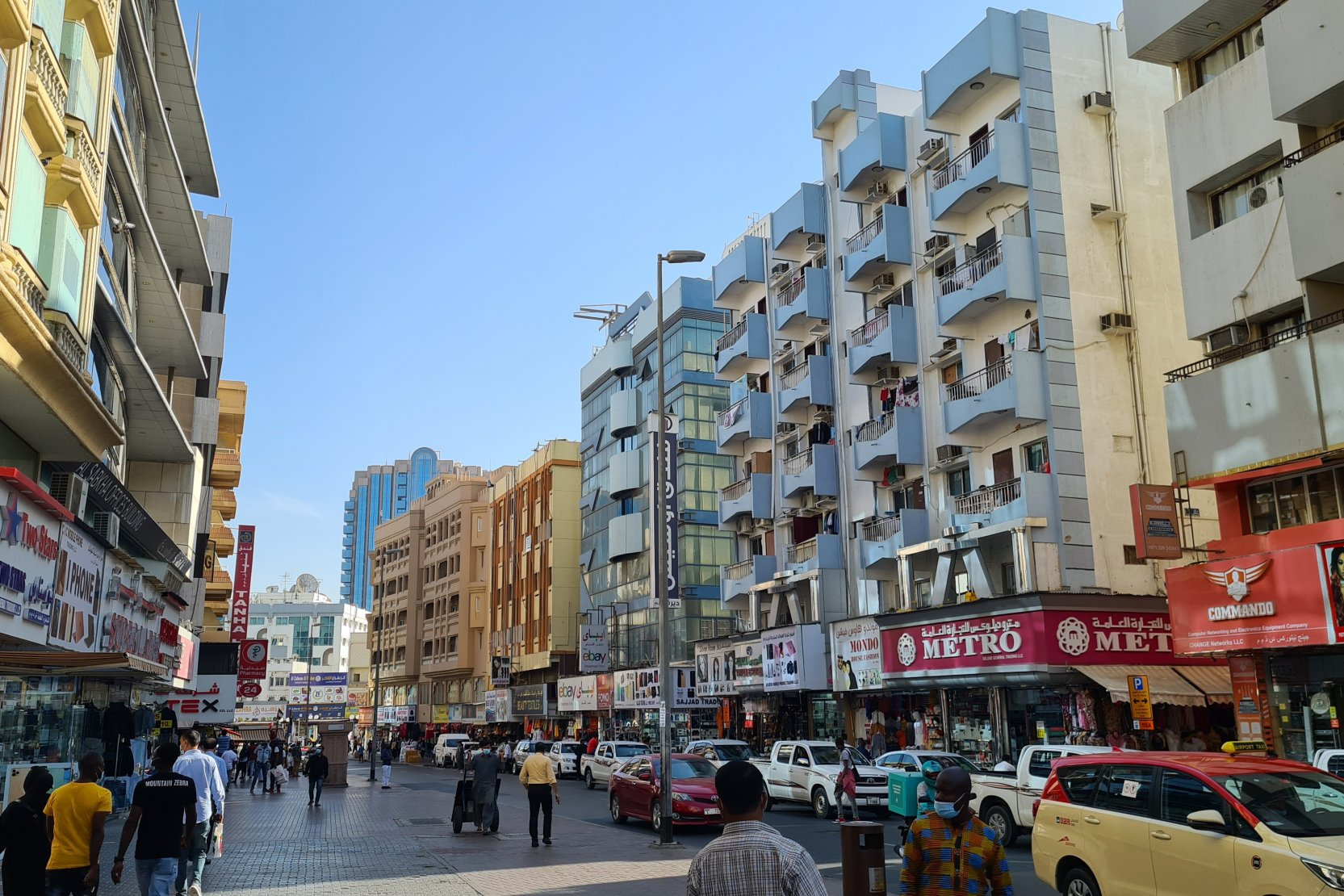
السبخة

يحدها من الشرق طريق السبخة (شارع 109)، ومن الشرق شارع 21، ومن الشمال طريق د 82 (طريق النايف). تعتبر السبخة من أصغر المجتمعات في دبي من حيث المساحة، وهي موطن للمجتمعات العربية ومن جنوب آسيا، كما أنها تضم منطقة اقتصادية نشطة تضم أسواقًا تقليدية. يشتهر بازار مرشد في السبخة في المنطقة بالمنسوجات والإلكترونيات. تقع محطة العبرة الرئيسية في ديرة في القسم الشرقي من السبخة عبر الطريق D 85 (طريق بني ياس). كما يحدها من الشرق د 87 (طريق السبخة).